# Santa Ana (1784)
El Santa Ana va ser un navili de línia espanyol de 112 canons que va prestar servei a l'Armada Espanyola des de 1784 fins a 1816. Tenia una eslora de 213,4 peus de Burgos i una mànega de 58 peus, amb un pes total de 2.112 tones.

## Construcció

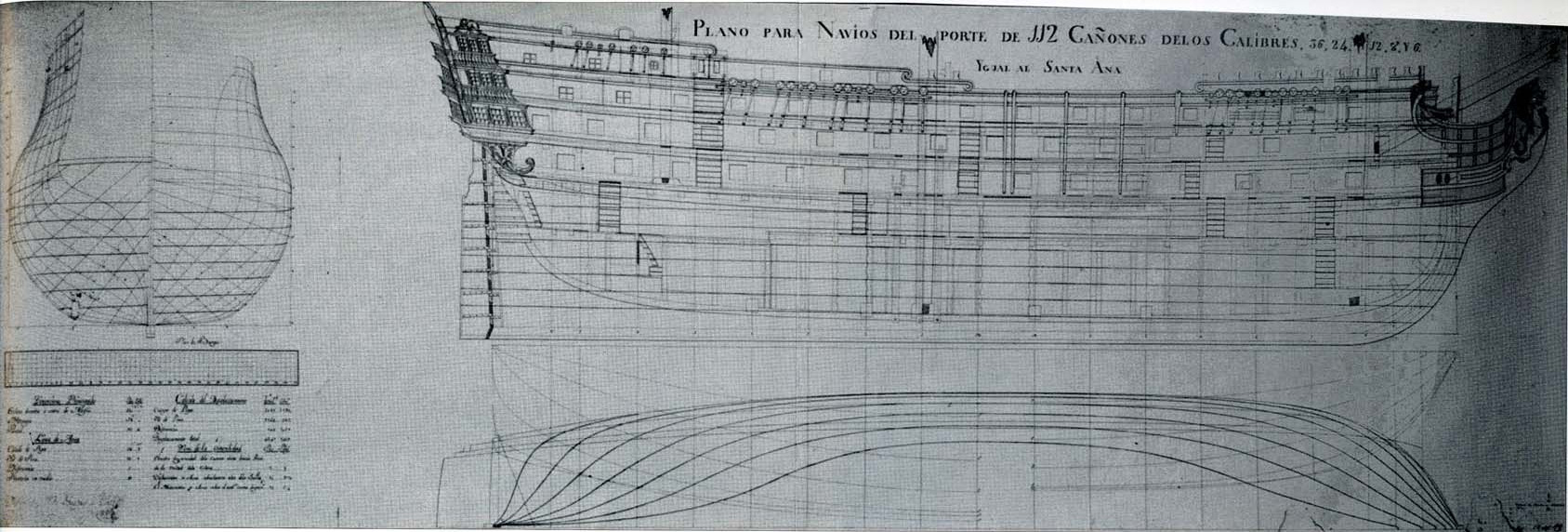
Plànol per a un vaixell de 112 canons de la sèrie Santa Ana

El Santa Ana fou botat el 28 de setembre de 1784 a les Reials Drassanes d'Esteiro després de ser construït amb plànols de Romero Landa. Posseïa 112 canons i era el prototip d'una sèrie de 8 vaixells iguals que es construirien en anys següents a les drassanes de Ferrol i l'Havana i que foren anomenats els Meregildos o sèrie Santa Ana: Mejicano, Conde de Regla, Salvador del Mundo, Real Carlos, San Hermenegildo, Reina Maria Luisa i Príncipe de Astúrias, i que constituïren el pal de paller l'Armada.
Les proves realitzades, sortint a la mar el 28 de febrer de 1785 capitanejat per Félix de Tejada, van tenir com a resultat segons relata el seu comandant: Conserva la bateria en bon ús amb vent fresc i mars gruixudes.
Per això i amb els resultats obtinguts, per Reial Ordre de 1786 es disposa en endavant que els vaixells de tres ponts s'havien de construir d'acord amb els plànols del Santa Ana.

## Historial
Entre 1803 i 1804 estaria capitanejat pel capità Alcalá Galiano.
En la batalla de Trafalgar va estar comandada pel capità José de Gardoqui, amb la insígnia de tinent general de l'Armada Don Ignacio Maria de Álava, patint 97 morts i 141 ferits i sent rescatat pel vaixell Rayo.
El 1808, tot just iniciada la Guerra del Francès, no va poder entrar en combat en ser capturat per l'esquadra francesa de l'almirall Rosily al trobar-se a l'arsenal en reparacions i carena.
El 1810 es va traslladar a l'Havana, juntament amb el Príncipe de Astúrias per estar més segur durant la guerra contra els francesos, i en aquest arsenal se'n va anar en orris el 1816 per falta de carena. El 1834 encara se'l podia veure al costat del Príncipe de Astúrias, ambdós enfonsats davant de l'arsenal.